# Aedes gilcolladoi
Aedes gilcolladoi är en tvåvingeart som beskrevs av Sanchez-covisa Villa, Rodriguez Rodriguez och Guillen Llera 1985. Aedes gilcolladoi ingår i släktet Aedes och familjen stickmyggor.
Artens utbredningsområde är Spanien. Inga underarter finns listade i Catalogue of Life.